# Pitch

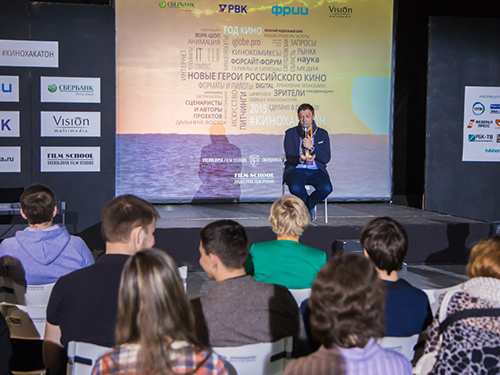
Un orador presenta su pitch frente a un público.

El término inglés pitch hace referencia a una presentación verbal (y visual, a veces) concisa de una idea para una película o serie de televisión, generalmente hecha por un guionista o director a un productor o ejecutivo del estudio de producción, con el fin de atraer financiación de desarrollo para costear la escritura de un guion.

## Pitch en videojuegos
Los pitchs en los videojuegos son la forma en la que presentas tu idea a los inversores o editores, no es un solo documento, tiene que ir siempre acompañado de más información como puede ser información sobre el estudio/desarrollador, Concept art de alta calidad del juego, video o hasta demos.

### ¿Qué debe llevar el pitch?
Una versión resumida del concepto, añadiendo lo que se llama el “hook” o gancho de venta, que es una frase que resume el porqué  nuestro producto es el mejor del mundo. También se recomienda meter las referencias que tomaste.
En un pitch nunca se pone el precio o presupuesto del producto, porque el objetivo no es vender en ese momento el producto, sino enamorar al que lo está leyendo, para que después quiera invertir más tiempo en conocerlo.

## Pitchen el cine y en la televisión
‘Pitch’ es la contracción de la frase sales pitch (‘argumento de venta’). Un pitch se utiliza en diferentes etapas de la producción, como en el casting y la distribución, así como para instar a los productores de películas para que otorguen más fondos al proyecto. Los cineastas que elaboran un pitch tienden a elaborar un paquete de producción, que es entregado a cada potencial inversionista durante el pitch. El paquete contiene la información básica del proyecto del cineasta, tal como un resumen del argumento y los montos del presupuesto.
Los pitches son también muy utilizados en la industria de la televisión. Aunque este tipo de pitch por lo general se realiza a través de un script o teleplay, ciertas producciones animadas utilizan un guion gráfico. Este nuevo enfoque se ha adoptado en programas de animación como Phineas y Ferb. Los cofundadores del proyecto, Dan Povenmire y Jeff "Swampy" Marsh, necesitaron convencer a los ejecutivos del extranjero para que la compañía Walt Disney diera luz verde a la serie, así que diseñaron un guion y lo grabaron en un rollo. A continuación, mezclaron y doblaron los efectos sonoros, las voces y la narrativa, y luego enviaron la grabación a los ejecutivos, quienes lo aceptaron. 
Los pitches de televisión también pueden ser elaborados por la red de trabajo o la empresa que produce el programa. A algunas redes se les pitchea la idea de incluir un personaje de una serie a fin de impulsar las audiencias (ratings). Tales pitches se han utilizado con personajes como Cousin Oliver, en 1974, en The Brady Bunch y Luke, en la séptima temporada, en Growing pains (Los problemas crecen). Las redes de acción también tratan de imponer sus ideas a los productores de series a través de pitches, aunque su enfoque es comercial y sus ideas en general no son bienvenidas por los escritores y visores.